# Liste der Stolpersteine in Saint-Gilles/Sint-Gillis

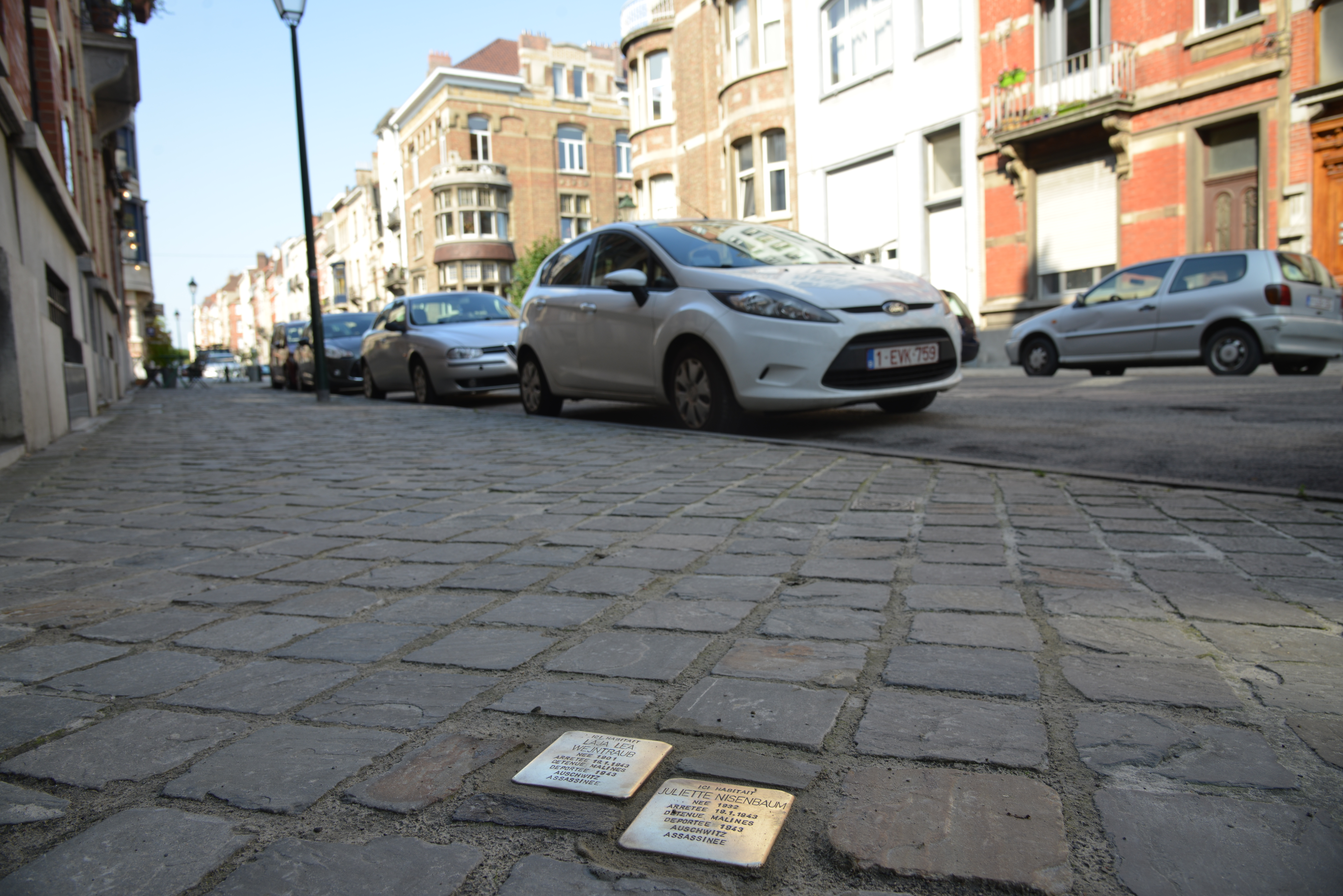
Stolpersteine in Saint-Gilles

Die Liste der Stolpersteine in Saint-Gilles umfasst jene Stolpersteine, die vom Kölner Künstler Gunter Demnig in der belgischen Gemeinde Saint-Gilles/Sint-Gillis verlegt wurden. Saint-Gilles (französisch) oder Sint-Gillis (niederländisch) ist eine von 19 Gemeinden der zweisprachigen Region Brüssel-Hauptstadt. Sie hat eine Fläche von lediglich zweieinhalb Quadratkilometern und rund 50.000 Einwohner. Stolpersteine erinnern an das Schicksal von Menschen aus dieser Region, die von Nationalsozialisten ermordet, deportiert, vertrieben oder in den Suizid getrieben worden sind. Sie wurden von Gunter Demnig verlegt, im Regelfall vor dem letzten selbstgewählten Wohnort des Opfers.

## Liste
Verlegt wurden 46 Stolpersteine an 28 Adressen.
| Stolperstein | Übersetzung | Verlegeort                      | Name, Leben               |
| ------------ | --- | ------------------------------- | ------------------------- |
|              | HIER WOHNTE MATHILDE BENARDOUT GEBOREN 1893 VERHAFTET 29.3.1944 INTERNIERT IN MECHELEN DEPORTIERT 4.4.1944 ERMORDET                                                                | Rue Berckmans, 127              | Mathilde Benardout        |
|              | HIER WOHNTE RAYMOND BOSMANS GEBOREN 1902 IM WIDERSTAND VERHAFTET 31.7.1943 FÜSELIERT 30.11.1943 BREENDONK TIR NATIONAL                                                             | Rue d'Irlande, 82               | Raymond Bosmans           |
|              | HIER WOHNTE GELA (CATHERINE) CALKA GEBOREN 1901 POLEN VERHAFTET 1943 INTERNIERT IN MECHELEN DEPORTIERT 19.4.1943 AUSCHWITZ-BIRKENAU ENTWICHEN                                      | Rue de Roumanie 5               | Gela Calka                |
|              | HIER WOHNTE LILI COHEN GEBOREN 1921 GRIECHENLAND VERHAFTET 27.3.1944 INTERNIERT IN MECHELEN DEPORTIERT 4.4.1944 AUSCHWITZ BEFREIT 2.5.1945                                         | Rue Berckmans, 127              | Lili Cohen                |
|              | HIER WOHNTE ALBERT DELCROIX GEBOREN 1894 IM WIDERSTAND VERHAFTET 24.7.1943 FÜSILIERT 8.3.1944 TIR NATIONAL                                                                         | Rue Emile Feron, 28             | Albert Delcroix           |
|              | HIER WOHNTE ABRAHAM EFIRA GEBOREN 1904 FRANKREICH VERHAFTET 30.6.1944 INTERNIERT IN MECHELEN DEPORTIERT 1944 AUSCHWITZ ERMORDET                                                    | Rue de la Victoire, 88          | Abraham Efira             |
|              | HIER WOHNTE ROSA EHRLICH GEBOREN 1921 IM WIDERSTAND VERHAFTET 6.7.1943 INTERNIERT IN MECHELEN DEPORTIERT 1944 AUSCHWITZ ENTWICHEN                                                  | Avenue de la Porte de Hal 14    | Rosa Ehrlich              |
|              | HIER WOHNTE ESTER EKERMAN GEBOREN 1897 POLEN VERHAFTET JULI 1942 INTERNIERT GURS, RIVESALTES, DRANCY DEPORTIERT 25.9.1942 SACHSENHAUSEN AUSCHWITZ ERMORDET 30.9.1942               | Rue de Suede 37                 | Ester Ekerman             |
|              | HIER WOHNTE PINKUS FRYDMAN GEBOREN 1906 POLEN VERSTECKT ÜBERLEBT | Rue de l'Eglise Saint-Gilles 63 | Pinkus Frydman            |
|              | HIER WOHNTE SURA FRYDMAN- ZYLBERSTEJN GEBOREN 1906 POLEN VERHAFTET 7.7.1944 INTERNIERT IN MECHELEN DEPORTIERT 31.7.1944 AUSCHWITZ ÜBERLEBT                                         | Rue de l'Eglise Saint-Gilles 63 | Sura Frydman-Zylberstejn  |
|              | HIER WOHNTE RUCHLA GOLDMAN- SZTOKFEDER GEBOREN 1919 POLEN FLOH NACH FRANKREICH VERHAFTET AN DER SCHWEIZER GRENZE INTERNIERT IN DRANCY DEPORTIERT 1942 AUSCHWITZ ERMORDET 20.9.1942 | Rue d'Angleterre 20             | Ruchla Goldman-Sztokfeder |
|              | HIER WOHNTE CHANA GRUSZKA GEBOREN 1899 VERHAFTET 4.9.1942 INTERNIERT IN MECHELEN DEPORTIERT 1942 AUSCHWITZ ERMORDET                                                                | Rue Coenraets 29                | Chana Gruszka             |
|              | HIER WOHNTE IDES ICZKOVIC-OVA GEBOREN 1911 ÖSTERREICH-UNGARN VERHAFTET 29.1.1943 INTERNIERT IN MECHELEN DEPORTIERT 1943 AUSCHWITZ ERMORDET                                         | Rue Théodore Verhaegen, 226     | Ides Iczkovic-Ova         |
|              | HIER WOHNTE BERTHA KICHKA GEBOREN 1927 EINBERUFUNG AJB INTERNIERT IN MECHELEN DEPORTIERT 1942 AUSCHWITZ ERMORDET                                                                   | Rue Coenraets 29                | Bertha Kichka             |
|              | HIER WOHNTE HENRI KICHKA GEBOREN 1926 VERHAFTET 4.9.1942 INTERNIERT IN MECHELEN DEPORTIERT 1942 AUSCHWITZ ENTWICHEN                                                                | Rue Coenraets 29                | Henri Kichka              |
|              | HIER WOHNTE JOSEK KICHKA GEBOREN 1898 VERHAFTET 4.9.1942 INTERNIERT IN MECHELEN DEPORTIERT 1942 AUSCHWITZ ERMORDET                                                                 | Rue Coenraets 29                | Josek Kichka              |
|              | HIER WOHNTE NICHA KICHKA GEBOREN 1933 VERHAFTET 4.9.1942 INTERNIERT IN MECHELEN DEPORTIERT 1942 AUSCHWITZ ERMORDET                                                                 | Rue Coenraets 29                | Nicha Kichka              |
|              | HIER WOHNTE GELA KORONCZYK GEBOREN 1920 VERHAFTET 30.10.1942 INTERNIERT IN MECHELEN DEPORTIERT 1942 AUSCHWITZ ERMORDET                                                             | Rue de la Victoire, 151         | Gela Koronczyk            |
|              | HIER WOHNTE IZEK (JACQUES) KRUSZEL GEBOREN 1902 IN POLEN VERHAFTET 1943 INTERNIERT IN MECHELEN DEPORTIERT 19.4.1943 FLUCHT AUS DEM XX. KONVOI                                      | Rue de Roumanie 5               | Icek Kruszel              |
|              | HIER WOHNTE MARIA LAJA KRUSZEL GEBOREN 1929 VERHAFTET 1943 INTERNIERT IN MECHELEN DEPORTIERT 19.4.1942 AUSCHWITZ-BIRKENAU ENTWICHEN                                                | Rue de Roumanie 5               | Maria Laja Kruszel        |
|              | HIER WOHNTE JANKIEL KUTNOWSKI GEBOREN 1915 IN POLEN IM WIDERSTAND ZWANGSARBEIT IN FRANKREICH ORGANISATION TODT INTERNIERT IN MECHELEN DEPORTIERT 26.9.1942 AUSCHWITZ ENTWICHEN     | Rue Vlogaert, 26                | Jankiel Kutnowski         |
|              | HIER WOHNTE ANNA KUTNOWSKI- KUPFERMINC GEBOREN 1914 IN POLEN VERHAFTET 7.4.1943 INTERNIERT IN MECHELEN DEPORTIERT 19.4.1943 AUSCHWITZ ENTWICHEN                                    | Rue Vlogaert, 26                | Anna Kutnowski-Kupferminc |
|              | HIER WOHNTE HERCKA LIBERMAN GEBOREN 1907 VERHAFTET 3./4.9.1942 INTERNIERT IN MECHELEN DEPORTIERT 12.9.1942 AUSCHWITZ ERMORDET                                                      | Rue Théodore Verhaegen, 219     | Hercka Liberman           |
|              | HIER WOHNTE BINA LIBERMAN- KIRSZENBAUM GEBOREN 1913 VERHAFTET 3./4.9.1942 INTERNIERT IN MECHELEN DEPORTIERT 12.9.1942 AUSCHWITZ ERMORDET                                           | Rue Théodore Verhaegen, 219     | Bina Liberman-Kirszenbaum |
|              | HIER WOHNTE ERNEST MUSETTE GEBOREN 1922 IM WIDERSTAND VERHAFTET 5.11.1943 FÜSELIERT 26.2.1944 BREENDONK TIR NATIONAL                                                               | Chaussée de Waterloo, 96        | Ernest Musette            |
|              | HIER WOHNTE ARON NAJMILLER GEBOREN 1903 VERHAFTET SOMMER 1942 INTERNIERT IN MECHELEN DEPORTIERT 1942 AUSCHWITZ ERMORDET 12.8.1942                                                  | Rue Croix de Pierre, 37         | Aron Najmiller            |
|              | HIER WOHNTE JULIETTE NISSENBAUM GEBOREN 1932 VERHAFTET 19.1.1943 INTERNIERT IN MECHELEN DEPORTIERT 1943 AUSCHWITZ ERMORDET                                                         | Rue Antoine Bréart 76           | Juliette Nisenbaum        |
|              | HIER WOHNTE ISRAEL ZISEL RAINDORF GEBOREN 1883 VERHAFTET MAI 1943 INTERNIERT IN MECHELEN DEPORTIERT 1943 AUSCHWITZ ERMORDET                                                        | Rue Jourdan 90                  | Israel Zisel Raindorf     |
|              | HIER WOHNTE RENÉ AARON RAINDORF GEBOREN 1918 VERHAFTET 19.7.1943 INTERNIERT BREENDONK, MECHELEN DEPORTIERT 1944 AUSCHWITZ ENTWICHEN                                                | Rue Jourdan 90                  | René Aaron Raindorf       |
|              | HIER WOHNTE JACQUES ISAAC ROZENBERG GEBOREN 1922 IM WIDERSTAND VERHAFTET JUNI 1943 INTERNIERT IN MECHELEN DEPORTIERT 1943 AUSCHWITZ ENTWICHEN                                      | Rue Coenraets 8                 | Jacques Isaac Rozenberg   |
|              | HIER WOHNTE MARTIAL VAN SCHELLE GEBOREN 1899 IM WIDERSTAND VERHAFTET 15.1.1943 FÜSILIERT 15.3.1943 BREENDONK TIR NATIONAL                                                          | Rue de la Glacière, 14          | Martial van Schelle       |
|              | HIER WOHNTE DAVID NISSIM SEPHIRA GEBOREN 1890 TÜRKEI VERHAFTET 21.10.1943 INTERNIERT IN MECHELEN DEPORTIERT 1943 BUCHENWALD TODESMARSCH DACHAU GESTORBEN 19.5.1945                 | Rue Théodore Verhaegen, 126     | David Nissim Sephiha      |
|              | HIER WOHNTE ELIAS SZTOKFEDER GEBOREN 1922 IN POLEN VERHAFTET 19.4.1944 INTERNIERT IN MECHELEN DEPORTIERT 15.5.1944 AUSCHWITZ ERMORDET                                              | Rue de Hollande 24              | Elias Sztokfeder          |
|              | HIER WOHNTE JEAN SZTOKFEDER (WALTER SCHILLINGER) GEBOREN 1922-26 IN POLEN GEFANGEN GENOMMEN ENTWICHEN                                                                              | Rue d'Angleterre 20             | Jean Sztokfeder           |
|              | HIER WOHNTE MOJSZE SZTOKFEDER GEBOREN 1895 IN POLEN VERHAFTET 19.4.1944 INTERNIERT IN MECHELEN DEPORTIERT 15.5.1944 AUSCHWITZ ERMORDET                                             | Rue de Hollande 24              | Mojsze Sztokfeder         |
|              | HIER WOHNTE SIMON SZTOKFEDER GEBOREN 1926 IN FRANKREICH VERHAFTET 19.4.1944 INTERNIERT IN MECHELEN DEPORTIERT 15.5.1944 AUSCHWITZ 1945 MAUTHAUSEN ERMORDET                         | Rue de Hollande 24              | Simon Sztokfeder          |
|              | HIER WOHNTE CHAJA SZTOKFEDER- LERMAN GEBOREN 1893 IN POLEN GEFANGEN GENOMMEN UMGEKOMMEN 22.1.1944 UKKEL                                                                            | Rue de Hollande 24              | Chaja Sztokfeder-Lerman   |
|              | HIER WOHNTE ANNA STRASSBERG GEBOREN 1933 VERHAFTET 16.6.1943 INTERNIERT IN MECHELEN DEPORTIERT 1943 AUSCHWITZ ERMORDET 2.8.1943                                                    | Avenue Fonsny, 77               | Anna Strassberg           |
|              | HIER WOHNTE LEON STRASSBERG GEBOREN 1939 VERHAFTET 16.6.1943 INTERNIERT IN MECHELEN DEPORTIERT 1943 AUSCHWITZ ERMORDET 2.8.1943                                                    | Avenue Fonsny, 77               | Leon Strassberg           |
|              | HIER WOHNTE JEAN-FRANÇOIS TIHON GEBOREN 1898 IM WIDERSTAND VERHAFTET 20.7.1943 FÜSILIERT 6.3.1944 TIR NATIONAL                                                                     | Rue Jean Stas, 4                | Jean-François Tihon       |
|              | HIER WOHNTE TEWEL TUSZYNSKI GEBOREN 1900 IN POLEN INTERNIERT IN MECHELEN DEPORTIERT 15.1.1944 AUSCHWITZ ERMORDET 17.1.1944                                                         | Rue de Mérode, 11               | Tewel Tuszynski           |
|              | HIER WOHNTE SZAMA WAJNBAUM GEBOREN 1894 POLEN VERHAFTET JULI 1942 INTERNIERT GURS, RIVESALTES, DRANCY DEPORTIERT 25.9.1942 SACHSENHAUSEN AUSCHWITZ-BLECHHAMMER ERMORDET 1944       | Rue de Suede 37                 | Szama Wajnbaum            |
|              | HIER WOHNTE LAJA LEA WEJNTRAUB GEBOREN 1901 VERHAFTET 19.1.1943 INTERNIERT IN MECHELEN DEPORTIERT 1943 AUSCHWITZ ERMORDET                                                          | Rue Antoine Bréart 76           | Laja Lea Wejntraub        |
|              | HIER WOHNTE PHILIPPE WINNEN GEBOREN 1904 IM WIDERSTAND VERHAFTET 9.2.1943 FÜSELIERT 6.7.1943 TIR NATIONAL                                                                          | Rue du Fort, 47                 | Philippe Winnen           |
|              | HIER WOHNTE HERSZ JEHUDA ZALC GEBOREN 1909 VERHAFTET 24.9.1943 INTERNIERT IN MECHELEN GEFOLTERT UMGEKOMMEN 27.2.1945                                                               | Rue Arthur Diderich 71          | Hersz Jehuda Zalc         |
|              | HIER WOHNTE KULA ZYLBERBERG- BRUTMAN GEBOREN 1887 IN POLEN VERHAFTET 16.9.1942 INTERNIERT IN MECHELEN DEPORTIERT 1942 AUSCHWITZ ERMORDET                                           | Rue Joseph Claes, 103           | Kula Zylberberg-Brutmann  |

## Verlegedaten
- 3. August 2010: Avenue Fonsny 77[1], Rue de Mérode 11, Rue de la Victoire 151, Rue Croix de Pierre 37
- 23. Oktober 2013: Rue Théodore Verhaegen 219
- 30. Oktober 2014: Rue Antoine Bréart 76, Rue Arthur Diderich 71, Rue Coenraets 29, Avenue de la Porte de Hal 14, Rue Jourdan 90
- 15. Februar 2015: Rue Berckmans 127
- 3. November 2015: Rue Berckmans 127, Rue de Roumanie 5, Rue de Suede 37
- 4. Februar 2017: Rue d'Angleterre 20, Rue de Hollande 24
- 20. November 2018: Rue Emile Feron 28, Rue du Fort 47, Rue d'Irlande 82, Rue de la Glacière 14, Rue Jean Stas 4, Chaussée de Waterloo 96
- 11. Oktober 2019: Rue Joseph Claes 103, Rue de la Victoire 88, Rue Théodore Verhaegen 126